# Gillam-Gletscher
Der Gillam-Gletscher ist ein 23 km langer Talgletscher in der nördlichen Alaskakette in Alaska (USA). 
Der Gillam-Gletscher hat sein Nährgebiet an der Südwestflanke des Mount Geist auf einer Höhe von ungefähr 2300 m. Der Gletscher strömt anfangs 16 km in nordwestlicher Richtung. Anschließend vereinigt er sich mit einem größeren östlichen und westlichen Tributärgletscher und wendet sich in Richtung Nordnordost. Der Gillam-Gletscher weist eine maximale Breite von 1,9 km auf. Er endet auf einer Höhe von ungefähr 970 m. Der Gletscher speist den East Fork Little Delta River, der in den Little Delta River, einen linken Nebenfluss des Tanana River, mündet.
Benannt wurde der Gletscher vom U.S. Geological Survey (USGS) nach Harold Gillam, einem Buschpiloten.